# Circuito Brasileiro de Voleibol de Praia Masculino - Challenger de 2016
O Circuito Brasileiro de Voleibol de Praia - Challenger de 2016, também chamado de Circuito Banco do Brasil de Vôlei de Praia Challenger, foi a quinta edição da principal competição nacional de Vôlei de Praia Challenger na variante masculina, iniciado em 20 de maio de 2016.

## Resultados

### Circuito Challenger
| Evento                                                                 | Ouro                            | Prata                            | Bronze                       | Quarto lugar                         |
| 1ª Etapa João Pessoa, Paraíba 20 a 22 de maio de 2016.                 | /George Wanderley Thiago Santos | / Hevaldo Moreira Bruno de Paula | Fernandão Luciano de Paula   | /Bernardo Lima Gilmário Vidal        |
| 2ª Etapa Jaboatão dos Guararapes, Pernambuco 17 a 19 de junho de 2016. | /George Wanderley Thiago Santos | / Hevaldo Moreira Bruno de Paula | Léo Gomes Rhooney Ferramenta | / Bernat de Souza Allisson Francioni |
| 3ª Etapa Aracaju, Sergipe 8 a 10 de julho de 2016.                     | Léo Gomes Rhooney Ferramenta    | /Fabiano da Silva Ícaro Grigório | /Fernandão Harley Marques    | /Bernardo Lima Gilmário Vidal        |
| 4ª Etapa Cabo Frio, Rio de Janeiro 29 a 31 de junho de 2016.           | /Fernandão Harley Marques       | /Bernardo Lima Gilmário Vidal    | Léo Gomes Rhooney Ferramenta | /George Wanderley Bruno de Paula     |